# Дубове (Кам'янський район)
Дубове́ — село в Україні, у Кам'янському районі Дніпропетровської області. Населення за переписом 2001 року складало 73 особи. Входить до складу Верхівцівської міської громади.

## Географія
Село Дубове знаходиться біля залізничної станції Гранове, примикає до села Калинівка. По селу протікає висихний струмок з загатою.

## Населення

### Мова
Розподіл населення за рідною мовою за даними перепису 2001 року:
| Мова       | Відсоток |
| ---------- | -------- |
| українська | 89 %     |
| російська  | 11 %     |

## Економіка
- Кар'єри з видобутку комплексних титанових руд (ільменіт, циркон) відкритим способом.